# Jim Spanarkel
James Gerard "Jim" Spanarkel (Jersey City, Nueva Jersey, 28 de junio de 1957) es un exjugador de baloncesto estadounidense que jugó 6 temporadas en la NBA. Con 1,96 metros de altura, lo hacía en la posición de escolta. En la actualidad es vicepresidente y responsable de la planificación financiera de Merrill Lynch en New Jersey.

## Trayectoria deportiva

### Universidad
Jugó durante 4 temporadas con los Blue Devils de la Universidad de Duke, en las que promedió 17,6 puntos, 4,5 rebotes y 3,4 asistencias por partido. En su primera temporada fue elegido Rookie del Año de la Atlantic Coast Conference, después de promediar 13,3 puntos y 4,4 rebotes. Al año siguiente fue incluido en el mejor quinteto de la conferencia, y en 1978 en el Mejor quinteto del Torneo de la NCAA.

### Profesional
Fue elegido en la decimosexta posición del Draft de la NBA de 1979 por Philadelphia 76ers, donde apenas contó para su entrenador, Billy Cunningham, jugando los poquitos muntos que le dejaba Julius Erving, promediando 5,0 puntos y 1,4 rebotes por partido.
Al año siguiente, en la temporada 1980-81 fue incluido en el draft de expansión ante la aparición de un nuevos equipo, los Dallas Mavericks, siendo elegido. En el nuevo equipo tejano las cosas cambiaron, ya que fue titular en su primera temporada, acabando como segundo mejor anotador del mismo, por detrás de Geoff Huston, promediando 14,4 puntos por partido. Ese año además acabó en la cuarta posición de la liga entre los mejores lanzadores de tiros libres, con un promedio del 88,6%. Jugó tres temporadas más con los Mavs, pero fue perdiendo protagonismo paulatinamente, hasta retirarse en la temporada 1983-84.

## Estadísticas de su carrera en la NBA

### Temporada regular
| Temporada | Edad | Equipo             | Liga | P   | TIT | MIN  | TC  | TCA  | %TC  | 3P  | 3PA | %3P  | TL  | TLA | %TL  | R.OF. | R.DEF. | REB | ASIS | ROB | TAP | PER | FP  | PTS  |
| 1979-80   | 22   | Philadelphia 76ers | NBA  | 40  |     | 11.1 | 1.8 | 3.8  | .471 | 0.0 | 0.1 | .000 | 1.4 | 1.6 | .831 | 0.7   | 0.7    | 1.4 | 1.3  | 0.3 | 0.2 | 1.4 | 1.5 | 5.0  |
| 1980-81   | 23   | Dallas Mavericks   | NBA  | 82  |     | 28.3 | 4.9 | 10.6 | .467 | 0.0 | 0.1 | .100 | 4.6 | 5.2 | .887 | 1.7   | 1.9    | 3.6 | 2.8  | 1.4 | 0.2 | 2.1 | 2.8 | 14.4 |
| 1981-82   | 24   | Dallas Mavericks   | NBA  | 82  | 1   | 21.4 | 3.3 | 6.9  | .479 | 0.1 | 0.3 | .333 | 3.4 | 4.0 | .853 | 1.2   | 1.4    | 2.6 | 2.5  | 1.0 | 0.1 | 1.4 | 1.7 | 10.1 |
| 1982-83   | 25   | Dallas Mavericks   | NBA  | 48  | 4   | 15.0 | 1.9 | 4.1  | .462 | 0.0 | 0.2 | .200 | 1.8 | 2.4 | .779 | 0.6   | 1.2    | 1.8 | 1.6  | 0.6 | 0.1 | 1.1 | 1.2 | 5.7  |
| 1983-84   | 26   | Dallas Mavericks   | NBA  | 7   | 0   | 7.7  | 1.0 | 2.3  | .438 | 0.1 | 0.3 | .500 | 1.3 | 1.9 | .692 | 0.7   | 0.3    | 1.0 | 0.7  | 0.9 | 0.0 | 0.6 | 1.1 | 3.4  |
| Total     |      |                    | NBA  | 259 | 5   | 20.4 | 3.3 | 6.9  | .470 | 0.0 | 0.2 | .250 | 3.1 | 3.6 | .855 | 1.2   | 1.4    | 2.5 | 2.2  | 1.0 | 0.1 | 1.5 | 1.9 | 9.7  |

### Playoffs
| Temporada | Edad | Equipo             | Liga | P | MIN | TCA | TC | 3PA | 3P | TLA | TL | R.OF. | REB | ASIS | ROB | TAP | PER | FP | PTS | %TC  | %3P | %FT   | MIN | PTS | REB | AST |
| 1979-80   | 22   | Philadelphia 76ers | NBA  | 5 | 8   | 0   | 2  | 0   | 0  | 2   | 2  | 0     | 1   | 1    | 0   | 0   | 0   | 1  | 2   | .000 |     | 1.000 | 1.6 | 0.4 | 0.2 | 0.2 |
| Total     |      |                    | NBA  | 5 | 8   | 0   | 2  | 0   | 0  | 2   | 2  | 0     | 1   | 1    | 0   | 0   | 0   | 1  | 2   | .000 |     | 1.000 | 1.6 | 0.4 | 0.2 | 0.2 |